# 堡赎金 (北达科他州)
堡赎金（英語：Fort Ransom），是美国北达科他州下属的一座城市。根据2010年美国人口普查，该市有人口77人。